# 羽鳥 (天栄村)
羽鳥（はとり）は、福島県岩瀬郡天栄村の大字。
昭和初期までは羽鳥集落があったものの、羽鳥ダム建設に伴い移住を迫られ全戸が近隣の矢吹町・鏡石村などに分散移住することとなり旧集落は羽鳥湖の底に沈んだ。1883年（明治16年）4月時点で31戸・人口154人。

## 地理

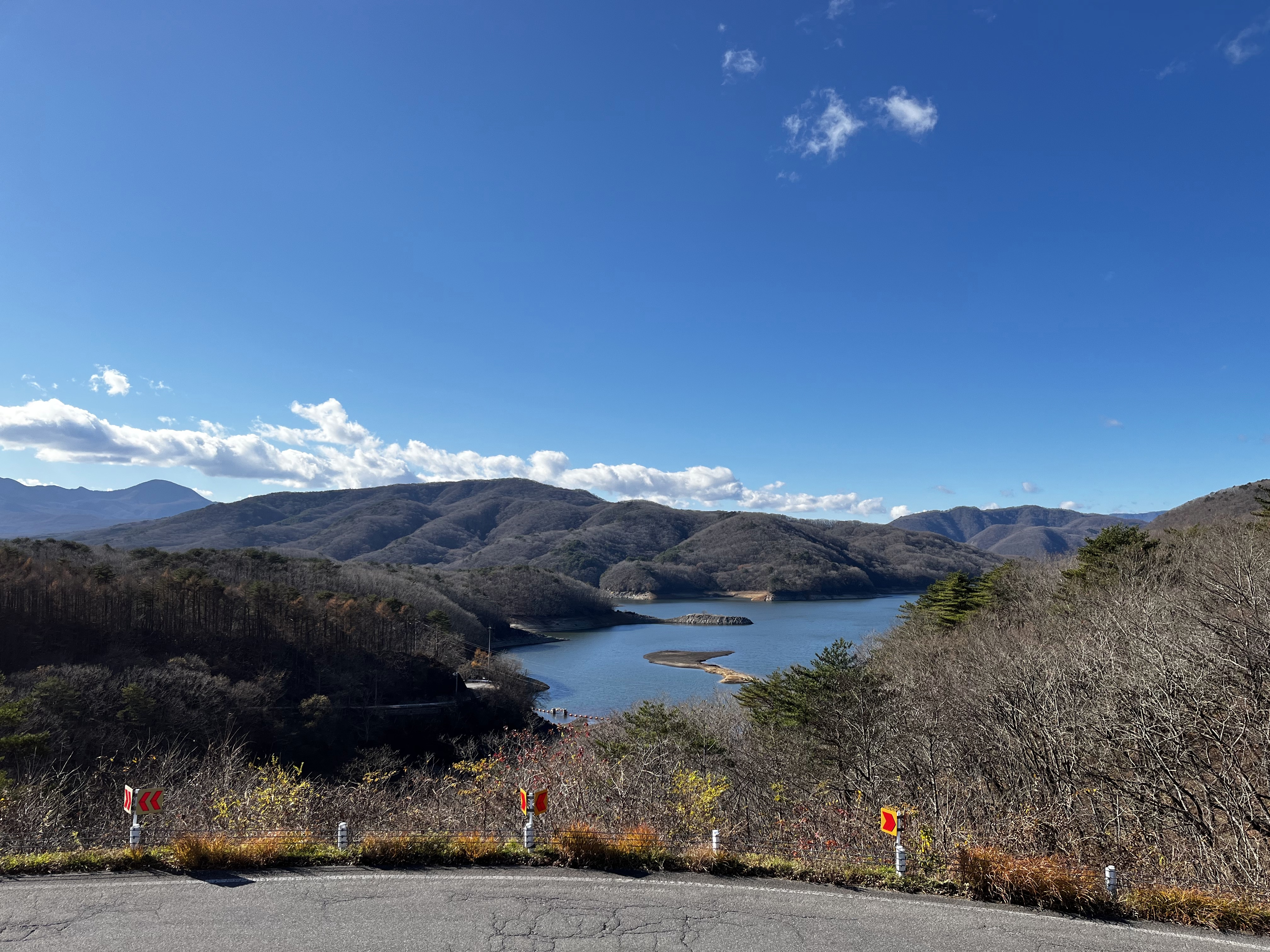
羽鳥湖展望台から望む羽鳥湖

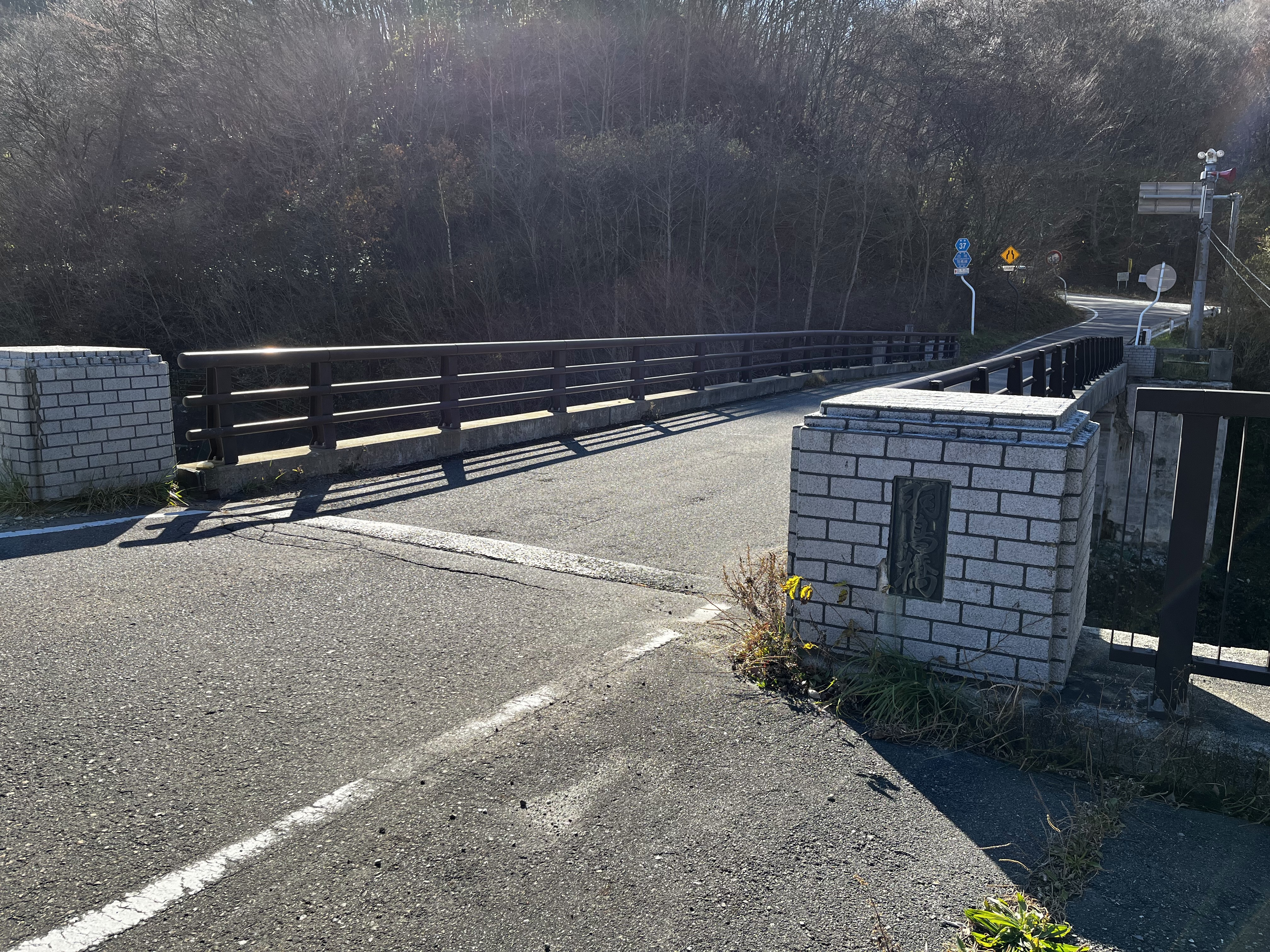
ダム付近にある羽鳥橋

ダム建設前の羽鳥は集落があった位置の南西には茶臼岳・旭ヶ岳・鎌房山・甲子山・大白森・二岐山などが立ち並ぶ那須連峰が見える。そこから流れる鶴沼川・板小屋川は地内の中央を通り北東に位置する羽鳥湖に通じた後、西に流下してやがて日本海へと通じる。また昔は鶴沼川が北から流れてくる八木沢川と旧羽鳥集落のなかで合流し、川幅50mとなり集落の西側を流れていた。山に囲まれていることから、集落があった頃の耕地は山の谷間の傾斜地にわずかにある程度だった。羽鳥を囲む山々の木々は楢・栗・櫟・ぶな・はんのぎ・松など。また、羽鳥桔梗やあざみ・百合などの草花が咲き誇っていた。 冬は1.5m程の積雪を記録する積雪地帯で、地元民によると明治時代は軒下まで雪で埋まることが幾度とあったと云う。また、ダム建設前の羽鳥は南北に約4km、東西に約1kmの草原地帯があった。

## 歴史

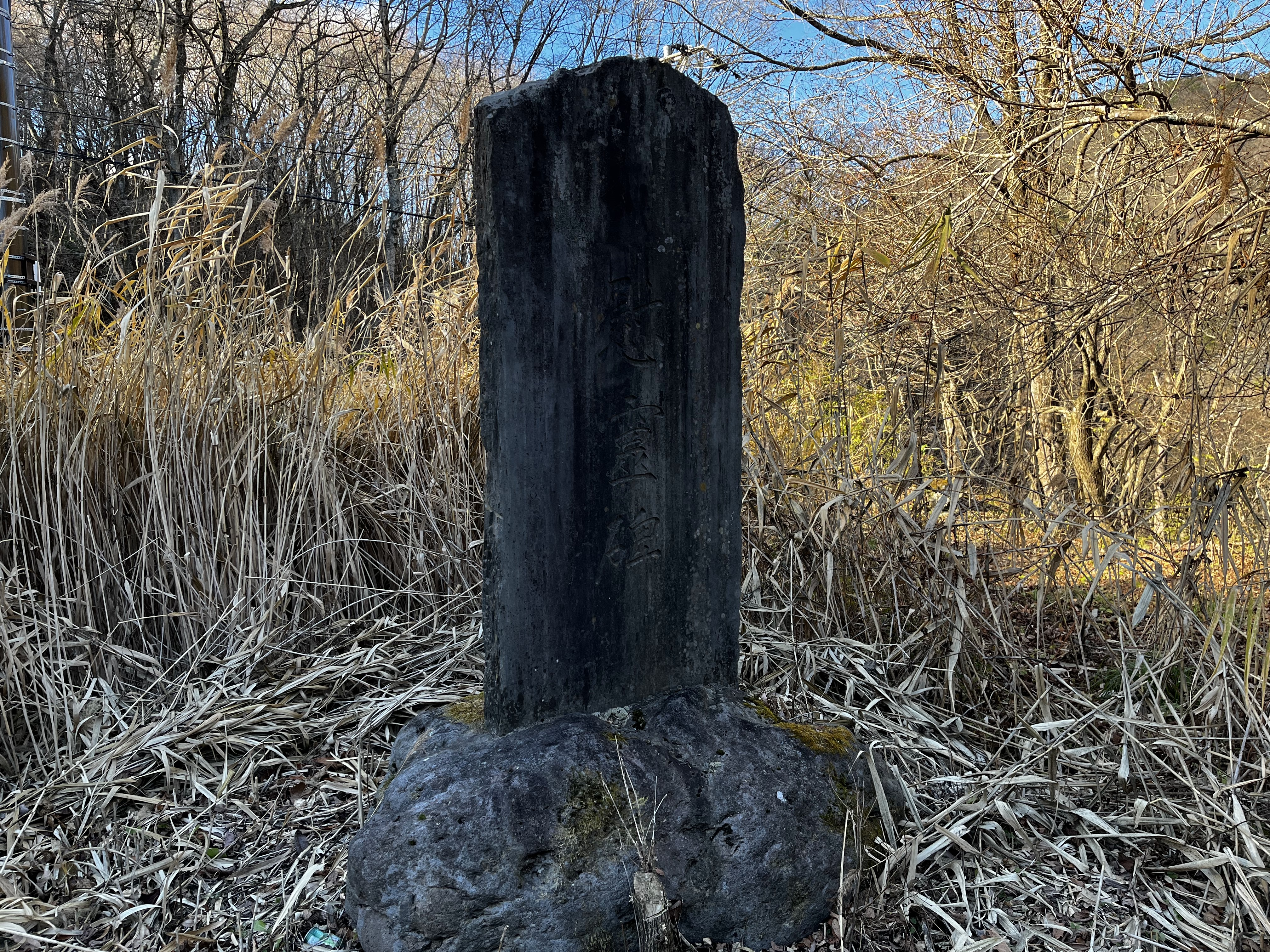
羽鳥の慰霊碑

### 中世
中世末期の時点で、羽鳥周辺には白河の黒川村（西郷村）から湯本村（天栄村大字湯本）の蟬峠を超えて会津に抜ける道、鳳坂峠から江花村（長沼町）に下る道の2つの道ができていた。1536年（天文5年）、「会津旧事考」に会津で白鬚水と呼ばれた鶴沼川洪水が発生し、その水源が“白河郡境羽取（鳥）村鶴沼”と記載されている。このことから戦国時代には羽鳥村として認知されていたと云われている。

### 近世

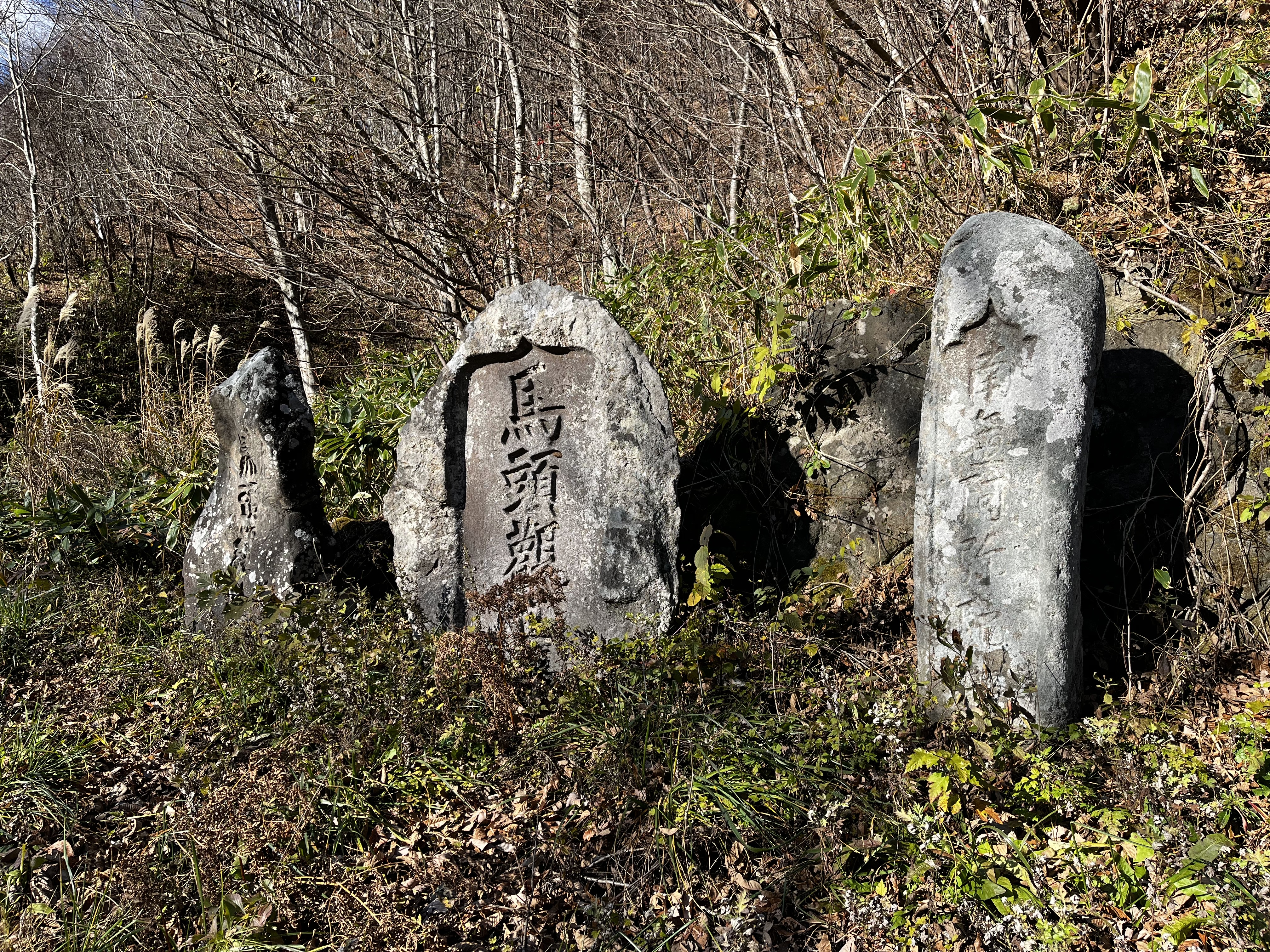
羽鳥地内の馬頭観音像などの石碑

「白河郡村々細見帳」によると1773年（安永2年）の羽鳥村は家数35軒とある。そのうち20軒は、「高持」と呼ばれる年貢付きの田畑を持つ中堅の百姓。残りの15件は「無高」と呼ばれる田地を持たない百姓。田畑は田地が4.3町歩、畑地が29.9町歩の合計34.2町歩あった。また、羽鳥集落は会津回米の道沿いだったため荷運びの仕事や、木地師稼業で生計を立てていた。「湯本山郷史」によると羽鳥村の木地師の数は1743年（寛保3年）23人、1827年（文政10年）2人、1845年（弘化2年）7人、1849年（嘉永2年）5人。しかし初回（寛保3年）の記録は「羽鳥木地屋」とあり、これは羽鳥が板小屋の親村のような存在であったことから板小屋村にいた人を数えたとされている。また、地内には真言宗の善養寺があった。

#### 羽鳥村と板小屋村

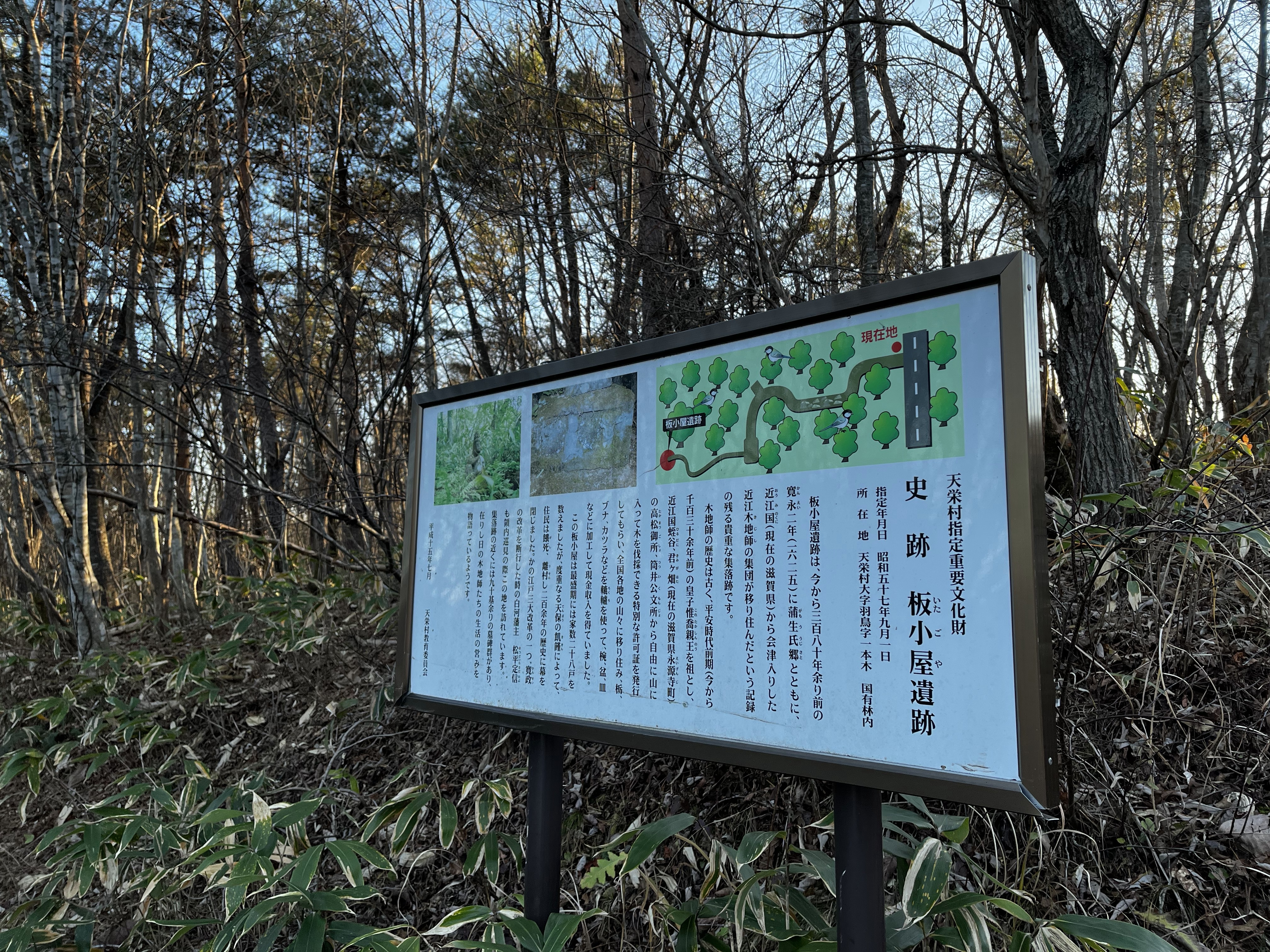
板小屋遺跡入り口

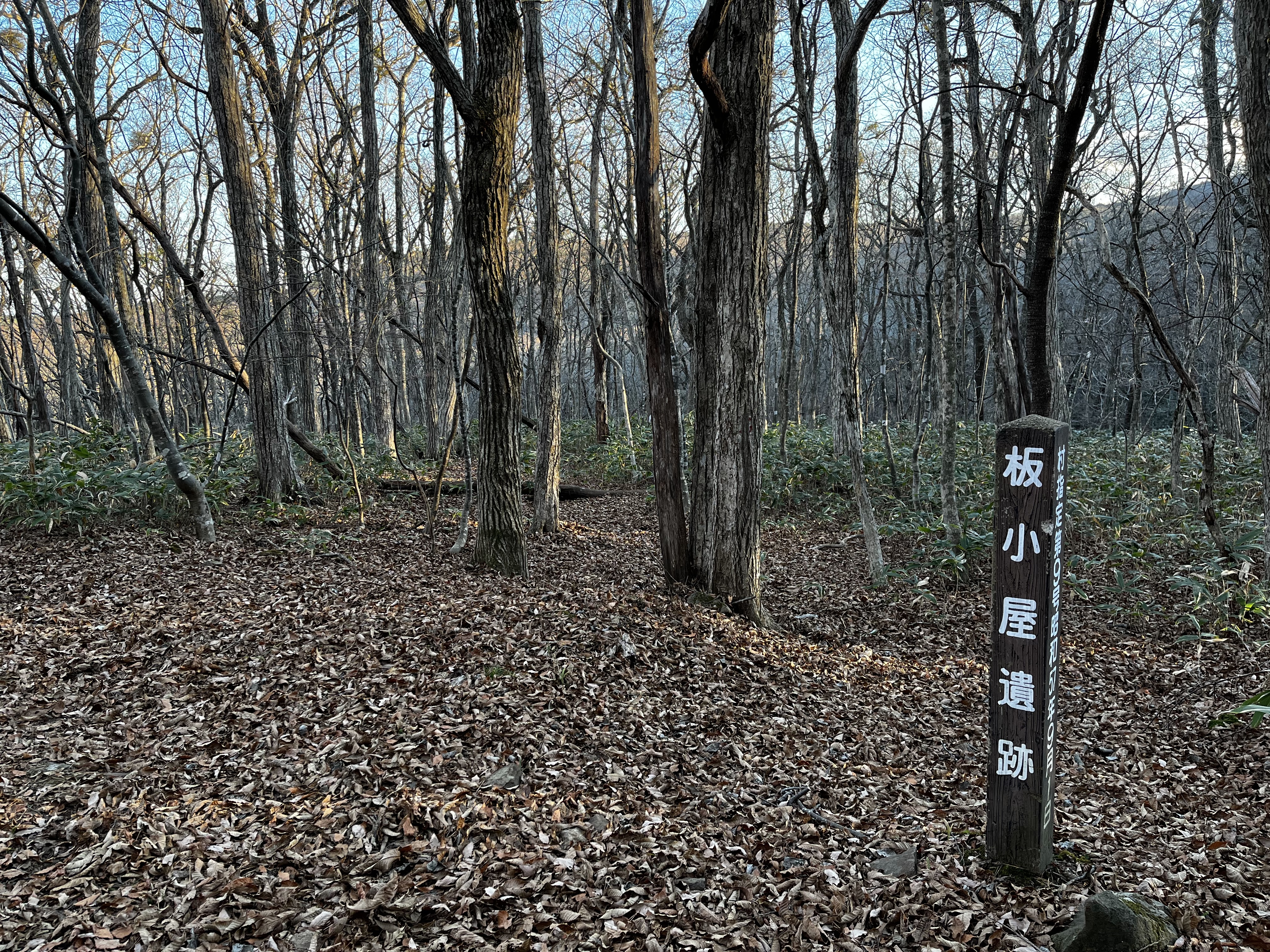
板小屋遺跡

旧羽鳥集落から南西に8kmの地点に木地師達が住んでいた板小屋集落（現在の板小屋遺跡）がある。さらに、鶴沼川支流板小屋川の奥に進むと羽鳥くぼという地がある。羽鳥村と板小屋村は繋がりが深く、「白河風土記」には羽鳥村端村板小屋と表記されていた。尚、「氏子駈（狩）帳」には睦奥国白河領岩瀬郡板小屋村木地屋とある。密接な繋がりのあった2つの村だが扱いは大きく違い、羽鳥村は白河領主の土地で年貢が課せられた農村なのに対し、板小屋村は木地師総本山の後ろ楯で移住地移動の自由があった工匠の住む村だった。また、羽鳥には板小屋にあった五輪塔や木地師の祖神「惟喬親王」の木像を祀った地蔵尊が移されていたことから天明の飢饉か天保の飢饉の際、板小屋から難を逃れ移住したのではないかという説がある。また前述した「湯本山郷史」などの史料によると、1827年（文政10年）を最後に板小屋集落の木地師の記載が無くなり羽鳥に少数記録されていることから、この頃に移住したのではないかとされている。しかし、板小屋遺跡に1856年（安政3年）の墓碑があることを始め、いくつか反証があることから真偽は不明。

### 近代
明治初期ごろまでは集落の規模は26戸ほどで、ほとんどが血族だった。山に囲まれた集落だったため耕地が少なく、多い人でも6〜7反歩ほどで少ない人は2〜3反歩の耕地しか持てず、全く水田を持たない人もいて他村へ出ていた人も多数いた。また電灯もひかれていなかったためランプの灯火を利用していて、他地域とはほとんど関わりのない孤立した生活をしていた。勿論全ての物資を地内で賄える訳ではないため、主に羽鳥の東方に位置する長沼と物資の交流をしていて、品物によっては白河との交流もあった。白河との距離が8里（約32km）あったものの、蒲生氏が支配した江戸時代から羽鳥と白河の間に位置する真名子開発に集落から出ていたこともあり、血縁者が多く難儀せず往来していた。また、長沼と白河の商人が製炭や山林買い付けのため出入りしていた。明治の頃は羽鳥地内に役場があった。

#### 戊辰戦争
1868年（明治元年）の戊辰戦争の際、会津軍は白河口で官軍に敗れると羽太（西郷村）を経て羽鳥を通り会津へ引き揚げた。その際、会津軍は官軍も同じように羽鳥、太平（天栄村）を経て会津に攻め入るだろうと考えた。そのため両集落の全戸に対し、男衆は農兵となり大平に集められ官軍の来襲に備えさせ、女衆は現在の羽鳥小学校跡の裏にある萩ノ倉山に避難させた。そして、全戸に萱などを軒下に積み火を放った。しかし、努力虚しく官軍がこの道を通ることなく会津の戦争は終結。官軍がこの道を利用したのは故郷に凱旋する時だった。1882年（明治15年）、馬病が流行。羽鳥では1戸当たり1頭飼っていたこともあり、これは重大な事態だったため村で馬医を雇い入れた。しかし、諸経費が合計5円30銭にのぼり捻出に困ったものの、岩瀬郡役所の特別な計らいにより「此度限り聞届け」で凌ぐことができた。

## 羽鳥ダム

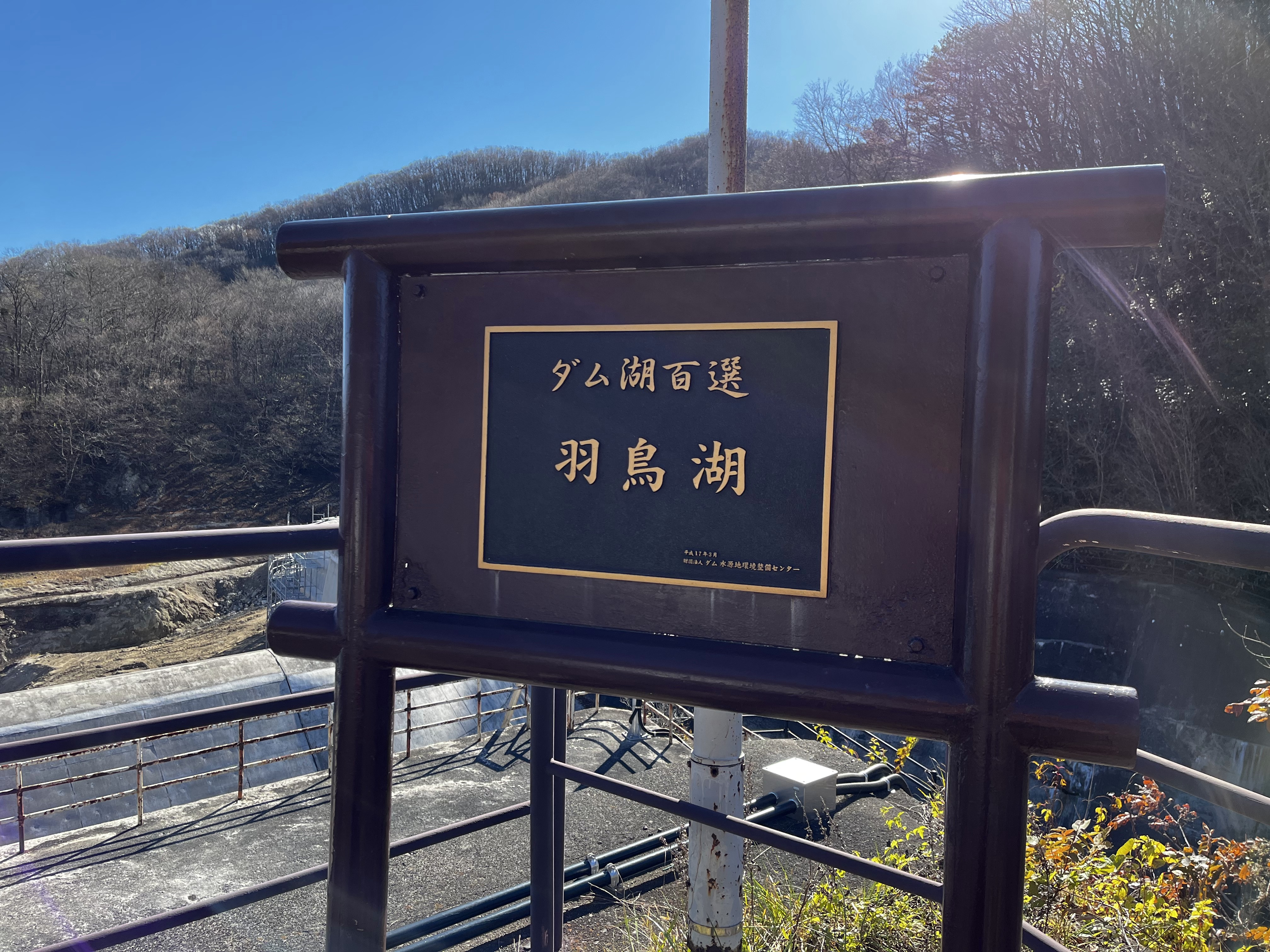
ダム付近にある羽鳥湖の看板

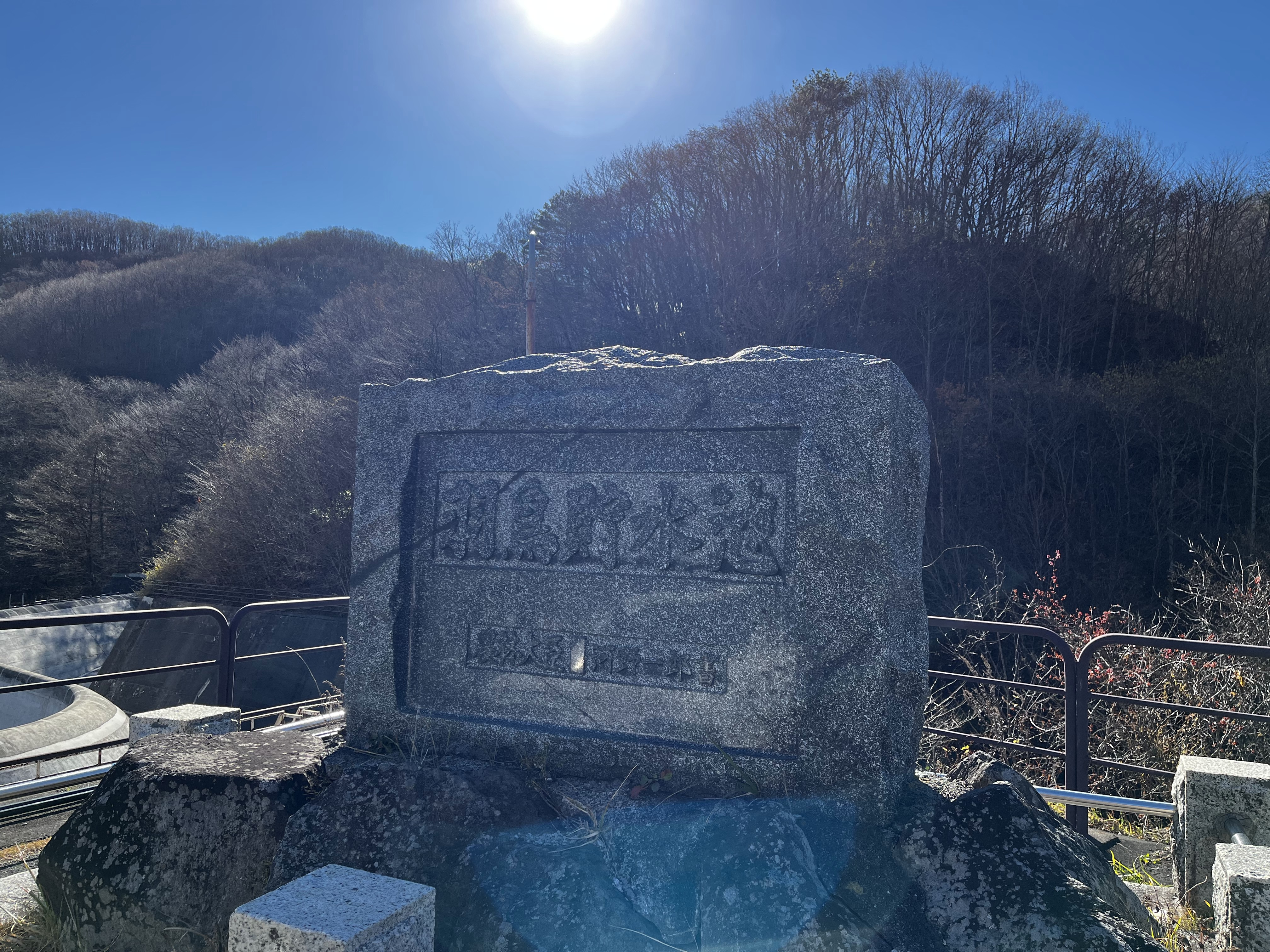
羽鳥貯水池の石碑

1876年（明治9年）、明治天皇東北巡幸の際、白河藩から没収し官有地となった矢吹ヶ原一帯の開発利用の建言などから皇室財産に収納され、宮内省直営農場となった。1885年（明治18年）、矢吹ヶ原一帯の開発なくして農民の繁栄はないと考えた大和久村（現矢吹町）の星吉右衛門は当時の福島長官村上楯朝に開田計画の建白書を提出。これは羽鳥集落地内に丘堤を設置し、鶴沼川の流水を貯留、トンネルを掘り西白河郡西郷村真名子に導水して阿武隈川を利用し矢吹ヶ原一帯を開田するというもの。しかし、会津の鶴沼川下流域の反対にあい採用されなかった。10年以上が経過した1897年（明治30年）、計画を修正し再度申請したものの採用されることは無かった。1915年（大正4年）、地元有志と協議し矢吹ヶ原の開田実施計画を繰り返し福島県知事に申請し、ようやく県は羽鳥地区の実地調査を行った。また、1919年（大正8年）に角田某が事業実施に尽力したものの、目的を果たすことなく敢えなく中止となった。
1885年（明治18年）から絶え間なく続いた地域活動は時の地方産業振興の目的と合致し、1924年（大正13年）に農林省土地利用計画として樹立。勢いそのままに1927年（昭和2年）、鶴沼川を羽鳥地内で堰き止め、矢吹ヶ原一帯を灌漑する計画で本格的な調査に着手することとなった。その後、調査や実測などにより訂正・補正が繰り返され、1930年（昭和5年）の計画完成を目標としていたものの政府の方針変更や地質などの諸事情により、幾多の陳情請願が重ねられた。また、当時鶴沼川の水利権を握っていたのは会津電力会社で既に鶴沼川下流に田代発電所建設を計画していた。そのため福島県は1928年（昭和3年）に鶴沼川の水の使用について同社と締結。そして星吉右衛門が建白書を提出してから半世紀以上が経過した1939年（昭和14年）、第75議会で協賛を得て1941年（昭和16年）に矢吹ヶ原開墾国営事業所開設の段取りで羽鳥湖築造並びに矢吹ヶ原開墾の計画が本格的に始動することとなった。羽鳥に住む君島留吉、佐藤清己らの建設反対派を押し切り、1941年（昭和16年）8月、2ヶ月の予定で測量調査隊が羽鳥山中に入り、実測と並行し堰堤数カ所の地質並びに基礎地盤を調査。この時、堰堤の築造箇所について3つの候補地が提案された。1つの案は鶴沼川を羽鳥地区の下流で堰き止めるというもので、残す2つは羽鳥地区の住民の立ち退き回避のため上流で堰き止めるという案だった。そのうち貯水池として効果の高いものは下流で堰き止めるという案で、最終的にこの案が採択された。翌年4月、工事監督員詰所が設置され本格的な作業に移った。しかしながら太平洋戦争の戦時体制に入ったことで、長い年月と地元民の尽力を要し発足した大事業にまたも障害が立ちはだかり歩みを遅めた。1945年（昭和20年）、日本が戦争に敗れて食糧難の時代に入り、食料増産対策が進み当事業が改めて国策として取り上げられた。そして、1949年（昭和24年）には羽鳥ダム築造工事が本格的に着手されることとなった。途中、戦災復興建設工事で支障があったものの、食糧増産につながる工事として羽鳥湖築造工事も早期完成が望まれていたため工事は順調に進んだ。山奥に位置した現場は電気が通っていなかった頃とは打って変わって電灯がつき、ラジオが鳴り響き、各地から視察見学者が訪れ活気に満ちて工事は進行した。尚、工事は三幸建設が宮城・宇都宮刑務所などの囚人430人を駆使し行われていた。
勿論、羽鳥地区の住民は故郷を捨てなければならず、立ち退き補償なども絡むことから賛成派・反対派で対立が生じた。総戸数57戸のうち賛成派25戸、反対派32戸となった。また反対派の中にもただ移転を拒否する者だけでなく、完工後の羽鳥湖や周辺の観光資源の開発・利用の権利を盛り込む要望などもあった。対立中は、反対派が「反対闘争」と書かれた看板を掲げるなど溝は深まり、暴力沙汰に発展するほどとなっていた。この対立は1947年（昭和22年）まで続き、会合で繰り返し意見の交換が行われたものの統一した結論に達することなく全戸が近隣の矢吹町・鏡石村などに分散移住することとなった。

## 産業・生業
旧羽鳥村の一般的な家は1戸あたり3反くらいを耕作し、男衆は炭焼き、女衆は麻布織りや畑仕事をする生活をしていた。また、一戸あたり一頭の馬を飼育していた。前述したように電燈の無い生活だったため、松明などの明かりを頼りにブナの木を加工した鍬柄（鍬の持ち手の木の棒）作りが行われており、これは羽鳥の特産物の一つとして広い販路を持ち、生活を支えていた。明治中期頃は、一段（64丁）5円10銭で取引されていたとの記録が残っている。

### 林業
山に囲まれ耕作地が少ないことから、木炭から得る収入が一番多くを占めていて、生産された木炭は長沼や白河を経由し全国へ流通されていた。

### 農業
羽鳥集落周辺は山の資源が豊富であったため、春秋と豊富に山の産物が採れた。春は蕨・ぜんまい・うど・こごみ・水菜・地竹・うるいなどは乾燥させ保存食とし販売し、秋にはキノコ・山葡萄・アケビ・木の実などが採れ、これらの食材が当時の人々の生活を支えていた。

### 狩猟
旧羽鳥村周辺には狐・兎・ムジナ・熊・鹿・ムササビが生息していた。そのため、獲った動物の皮が売買されており、1897年（明治30年）ごろには熊の皮が15〜20円、狐の皮が5〜8円、ムジナの皮が1〜2円という相場で取引されていた。

## 交通

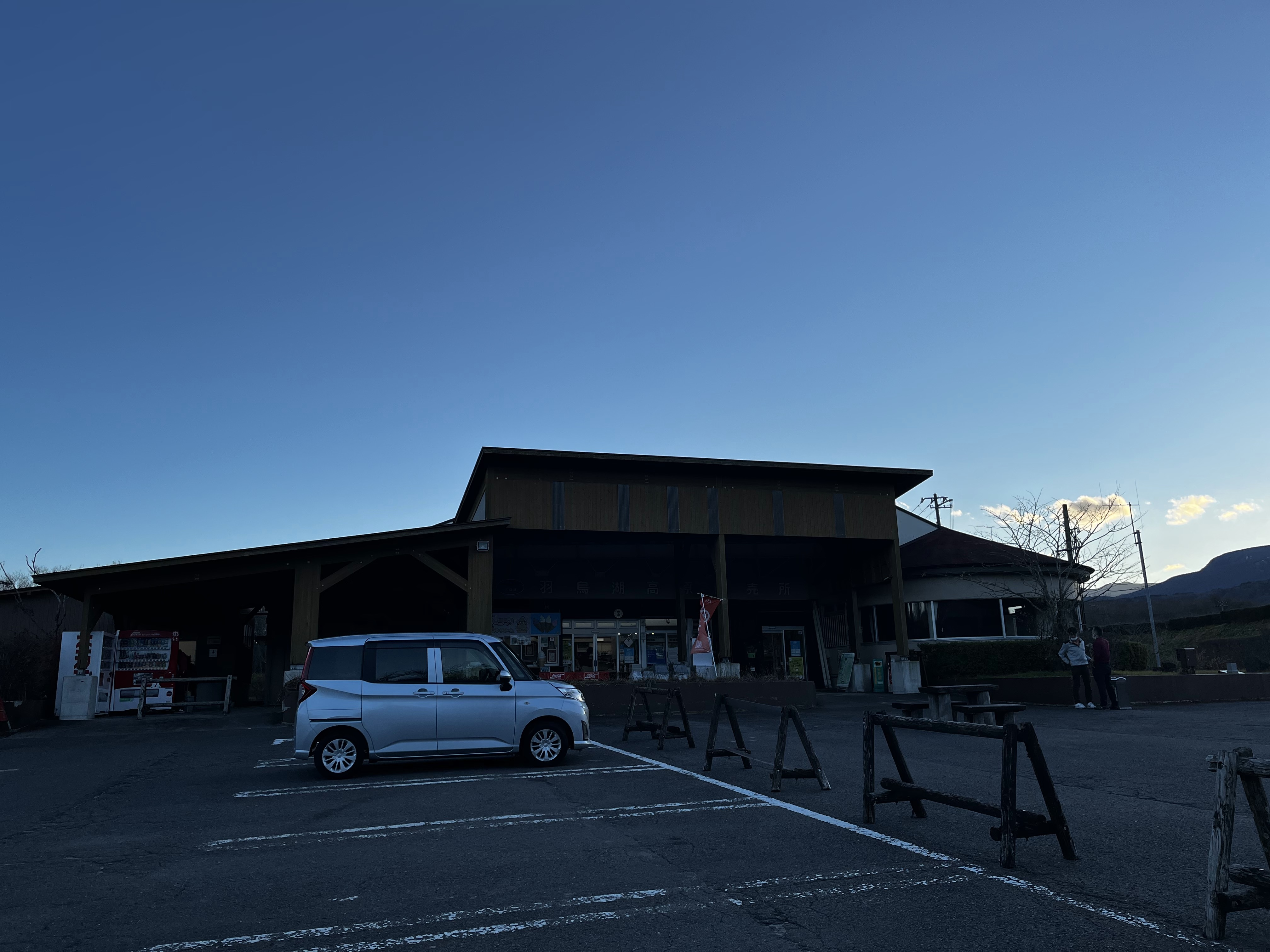
道の駅「羽鳥湖高原」

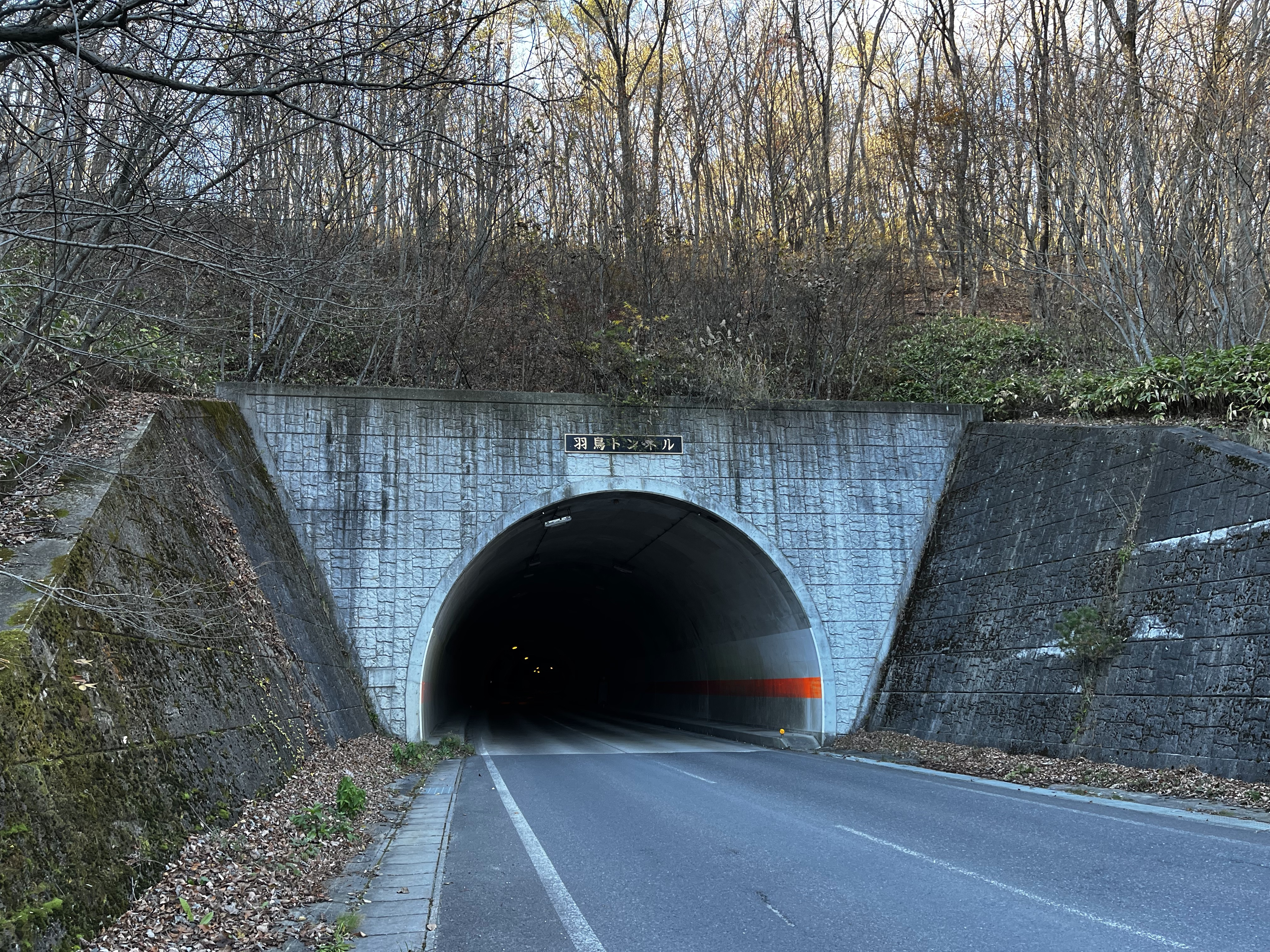
羽鳥トンネル

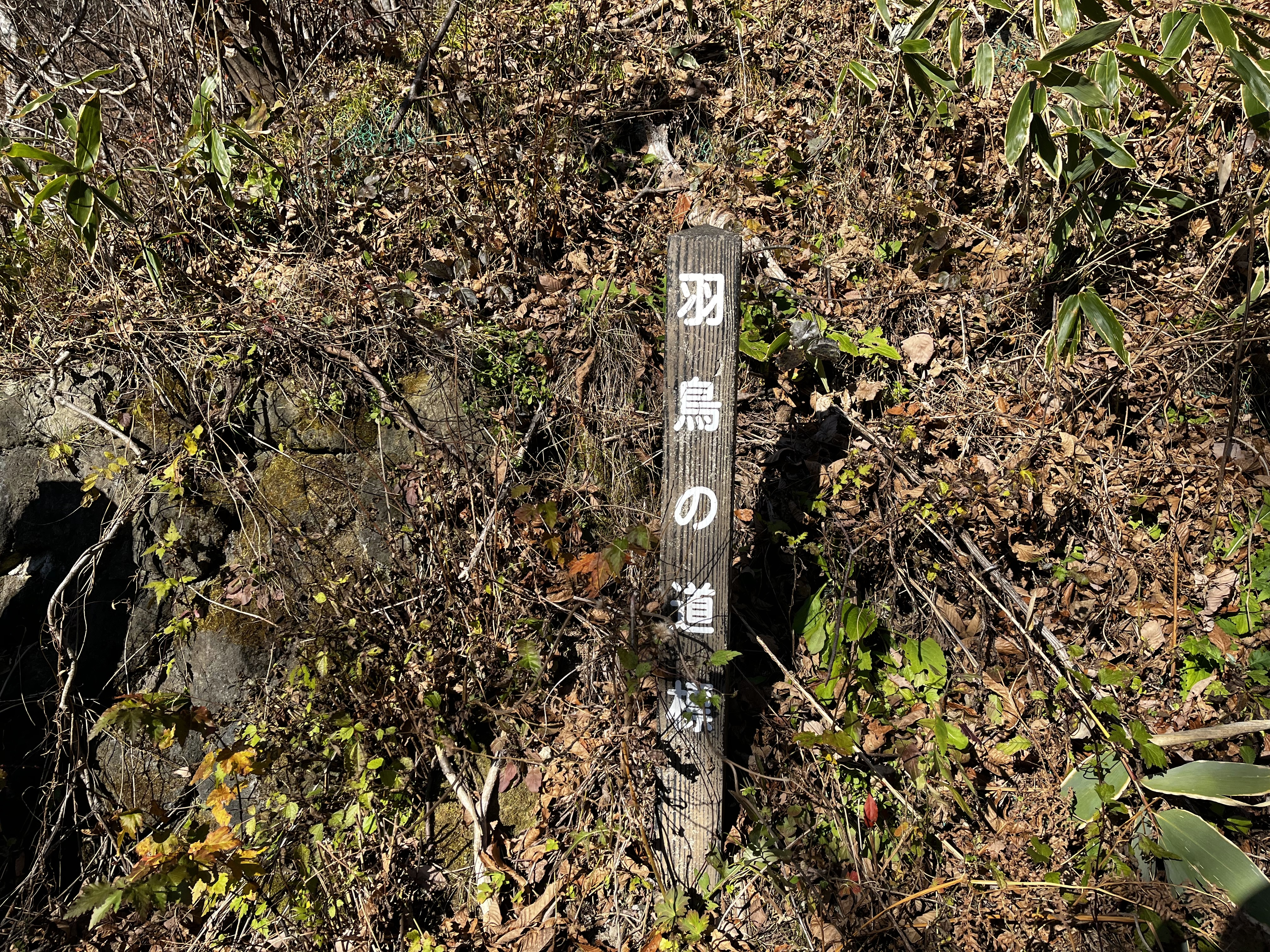
羽鳥の道標

明治初期、羽鳥周辺の道路条件は劣悪な状態だった。「湯本郷土史」によると、道路が狭いため車が通行することはできず、貨物の運搬は馬の背に乗せて行われていた。また鳳坂峠は断崖絶壁で、健脚の持ち主でも困難を極めたとされる。1910年（明治43年）、その鳳坂峠東部部分の道路を県、郡、牧本村が費用2,000円を補助し整備された。また、翌年（明治44年）には鳳峠坂頂上から湯本村の羽鳥に至る道が改修された。1897年（明治30年）頃の交通機関は最高で馬車だったが、老若男女問わずほとんどが徒歩だった。

## 教育

### 羽鳥分校
1883年（明治16年）、当時多良尾（天栄村）にあった推会小学校の羽鳥分校が創立。当時の小学校は初等科3年、中等科3年、高等科2年に分かれていたものの、羽鳥分校は初等科3年制のみ。校舎は新造平家建てで広さは7坪ほどだった。教員は小使い（用務員）兼任で授業生2名が務め、男子7名、女子5名の児童の指導に当たっていた。1891年（明治24年）ごろは、村内の29戸が1戸当たり1円52銭を出し合い簡易小学校を維持。授業生が月棒3円で教えていてた。1日30銭、12日合計3円60銭の旅費を予算に計上していたことから、村外から赴任していたとされている。

## 名所・寺社

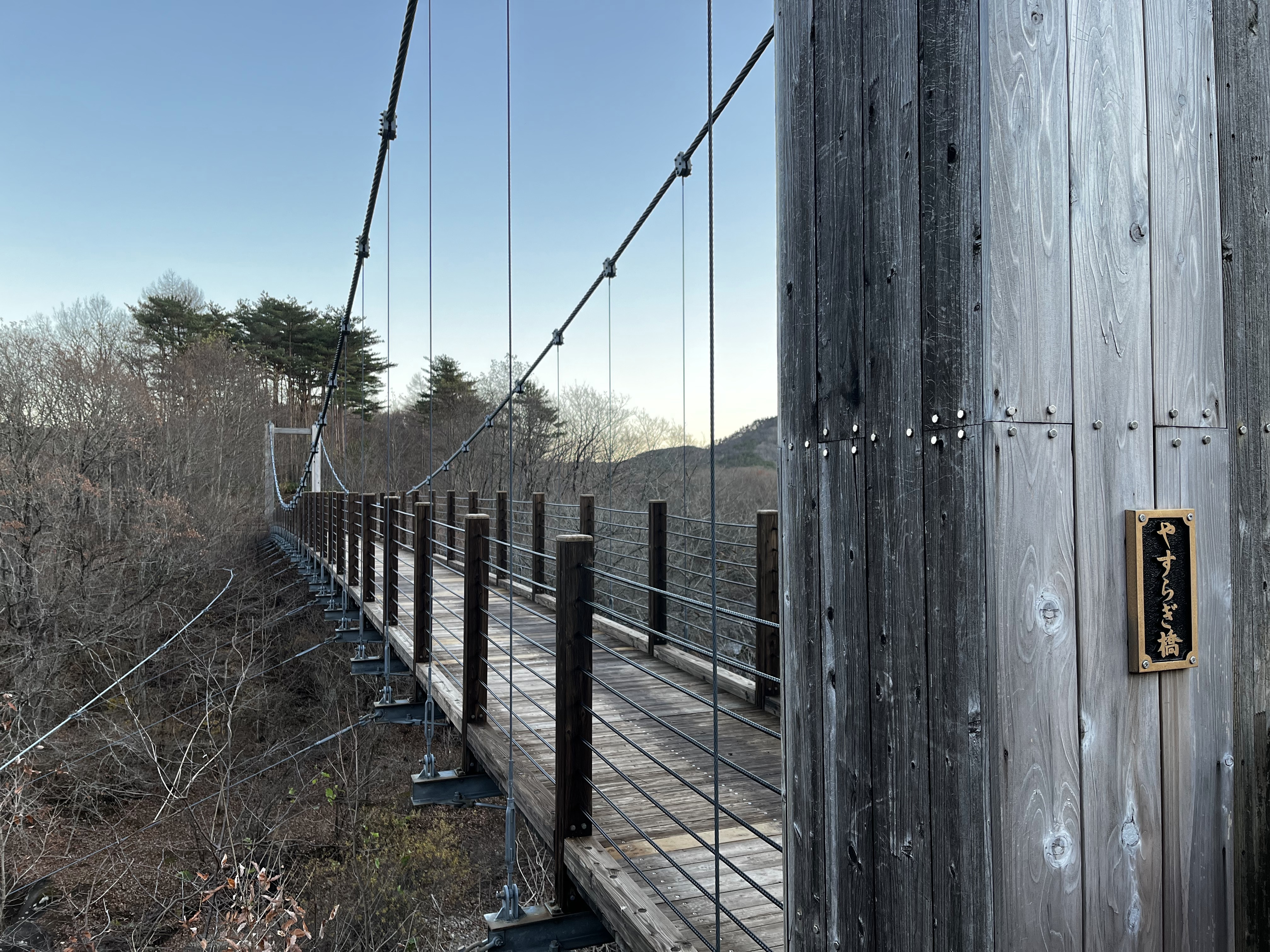
羽鳥湖 やすらぎ橋

### 御霊神社・羽鳥神社

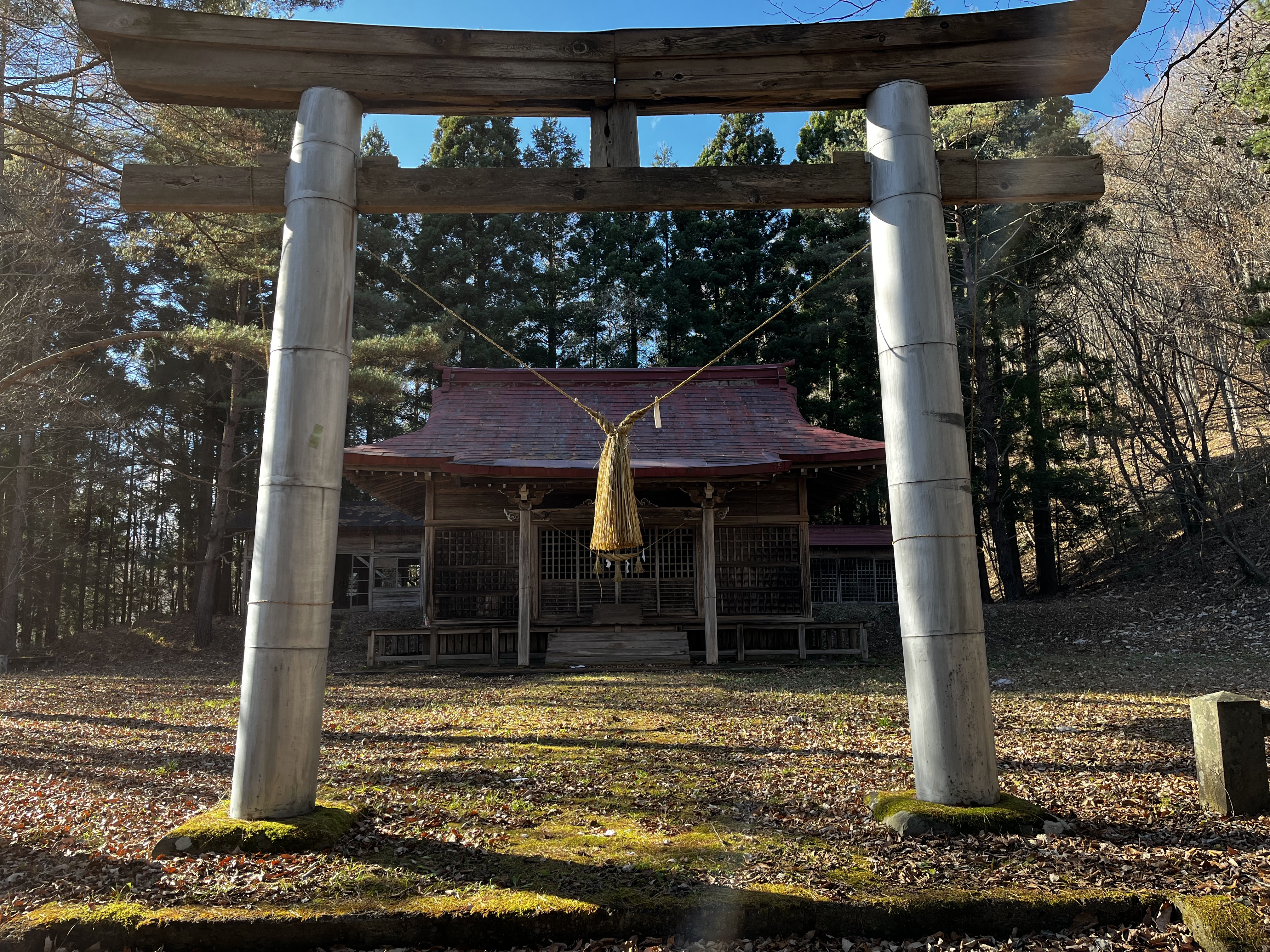
鳥居越しの羽鳥神社

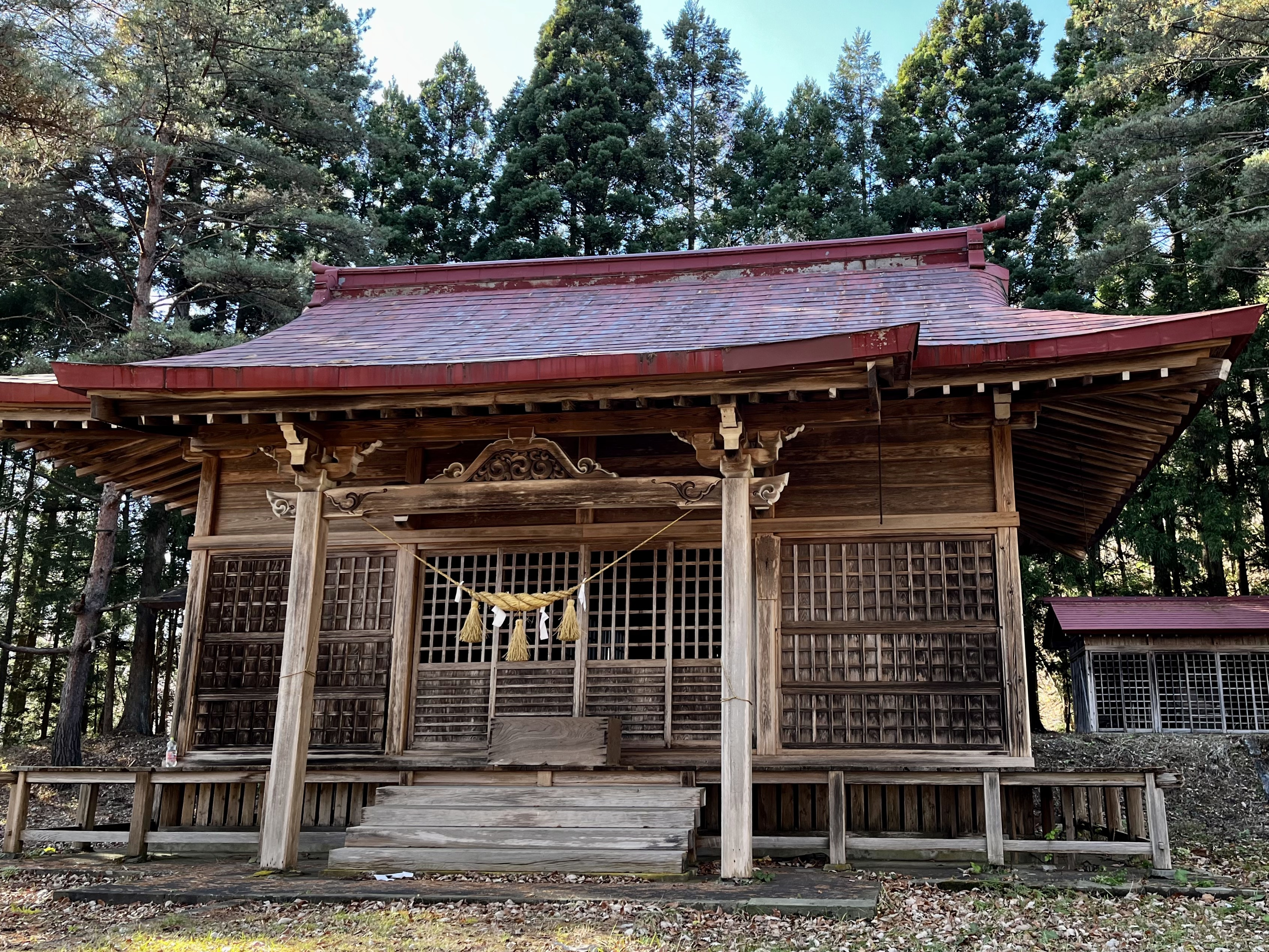
羽鳥神社の本殿

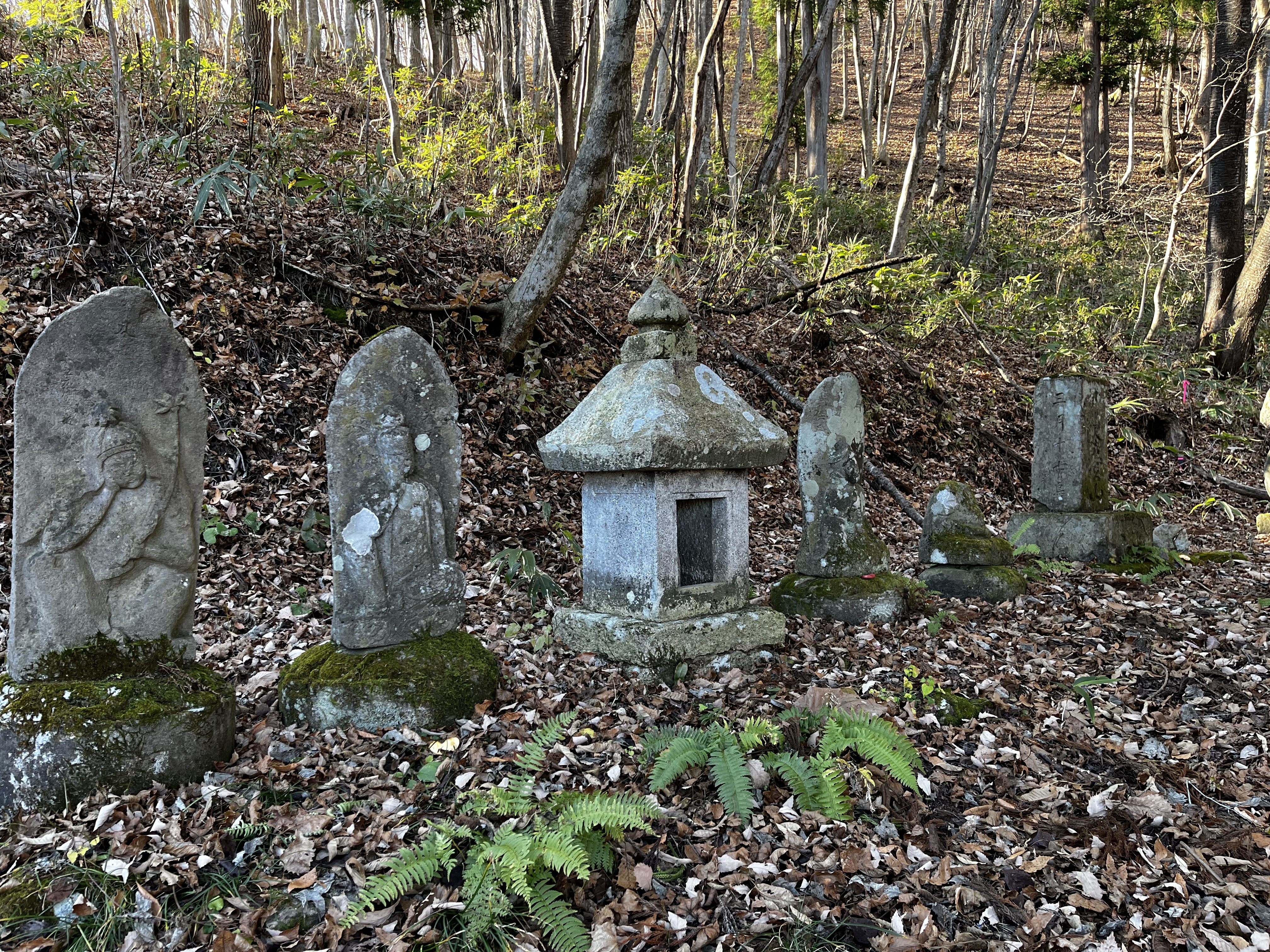
羽鳥神社の石

当神社は羽鳥ダム建設以前は御霊神社と呼ばれていた。しかし、羽鳥ダム建設に伴い御霊神社が鎮座していた羽鳥菅森が沈没することから、1955年（昭和30年）9月に羽鳥湖北辺の山中腹に遷宮。羽鳥集落開祖の霊と合祀し「羽鳥神社」と名前を改めた。1878年（明治11年）11月の「岩代国岩瀬郡神社明細帳」に御霊神社について掲載されている。これによると、鎮座していたのは大字羽鳥字菅森之四、御祭神は鎌倉権五郎景政、旧社格は村社、例祭日は10月10日とある。また面積に関しても記載してあり、本殿1坪、社殿幣殿6坪、拝殿18坪、境内815坪とある。

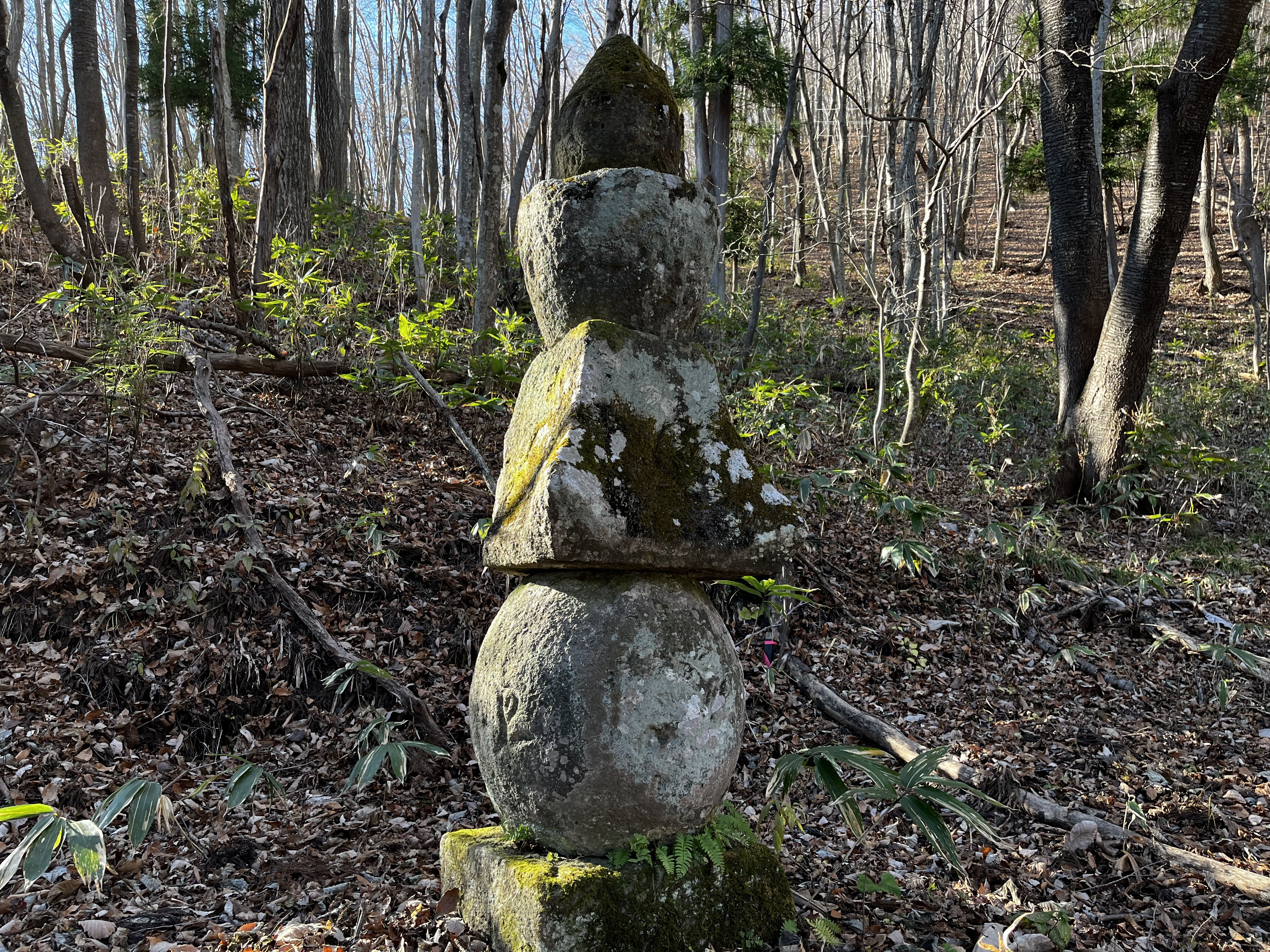
羽鳥神社 五輪塔

境内の本殿に向かって右側の隅に尺五輪塔（5つの石が積み重ねられた塔）がある。元々羽鳥の約8km南西に位置する板小屋にあったもので、移転されたとされているがそれ以外の詳細は不明。神社の裏手には昔の金山採掘跡があったとされる所があり、それにちなみ金山沢という地名がつけられている。板小屋が廃村した際は、板小屋で山ノ神を称し御神体として祀られていた惟喬親王像が羽鳥の御霊神社に相殿された。

### 鳳坂峠

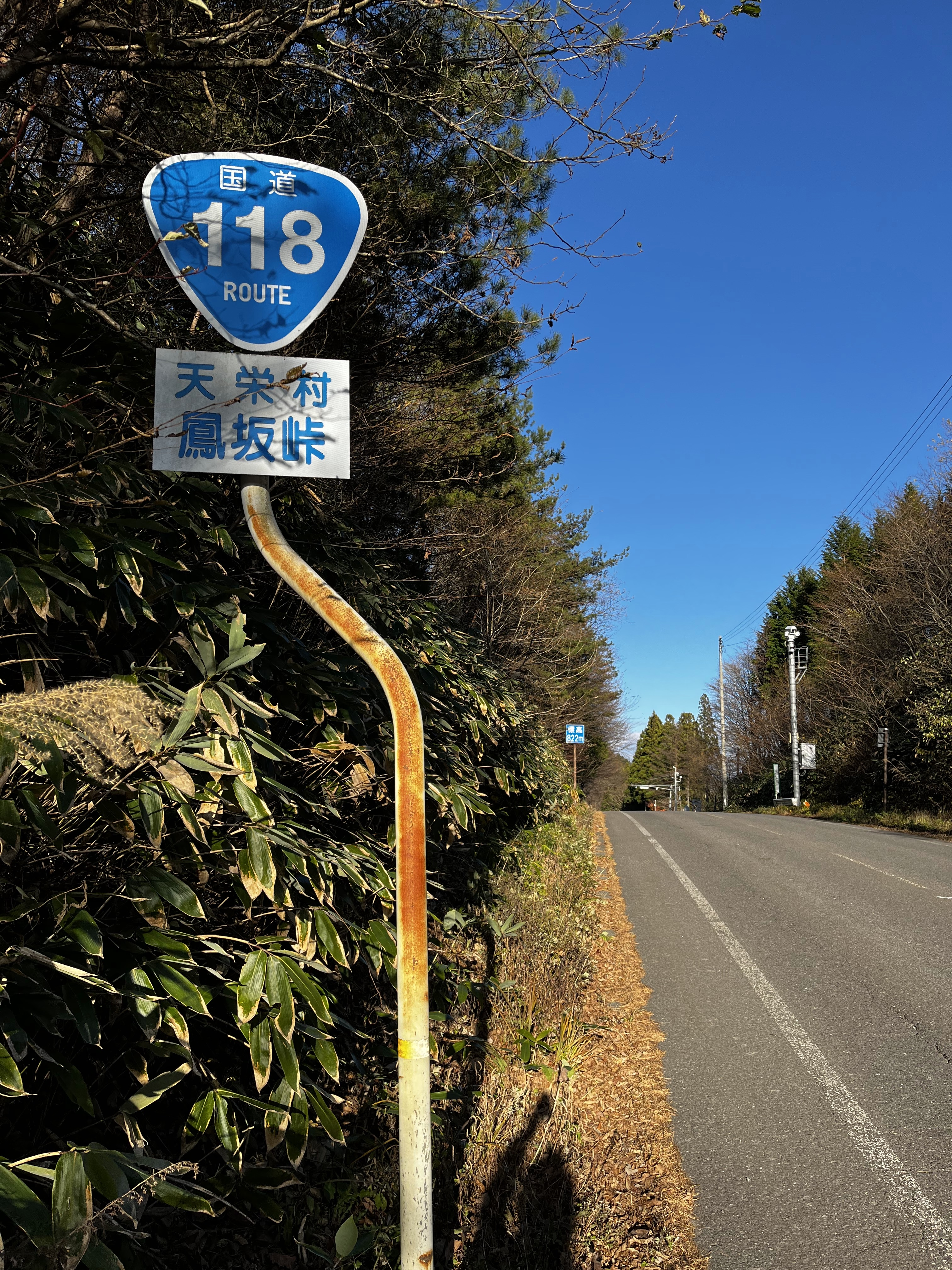
鳳坂峠の標識

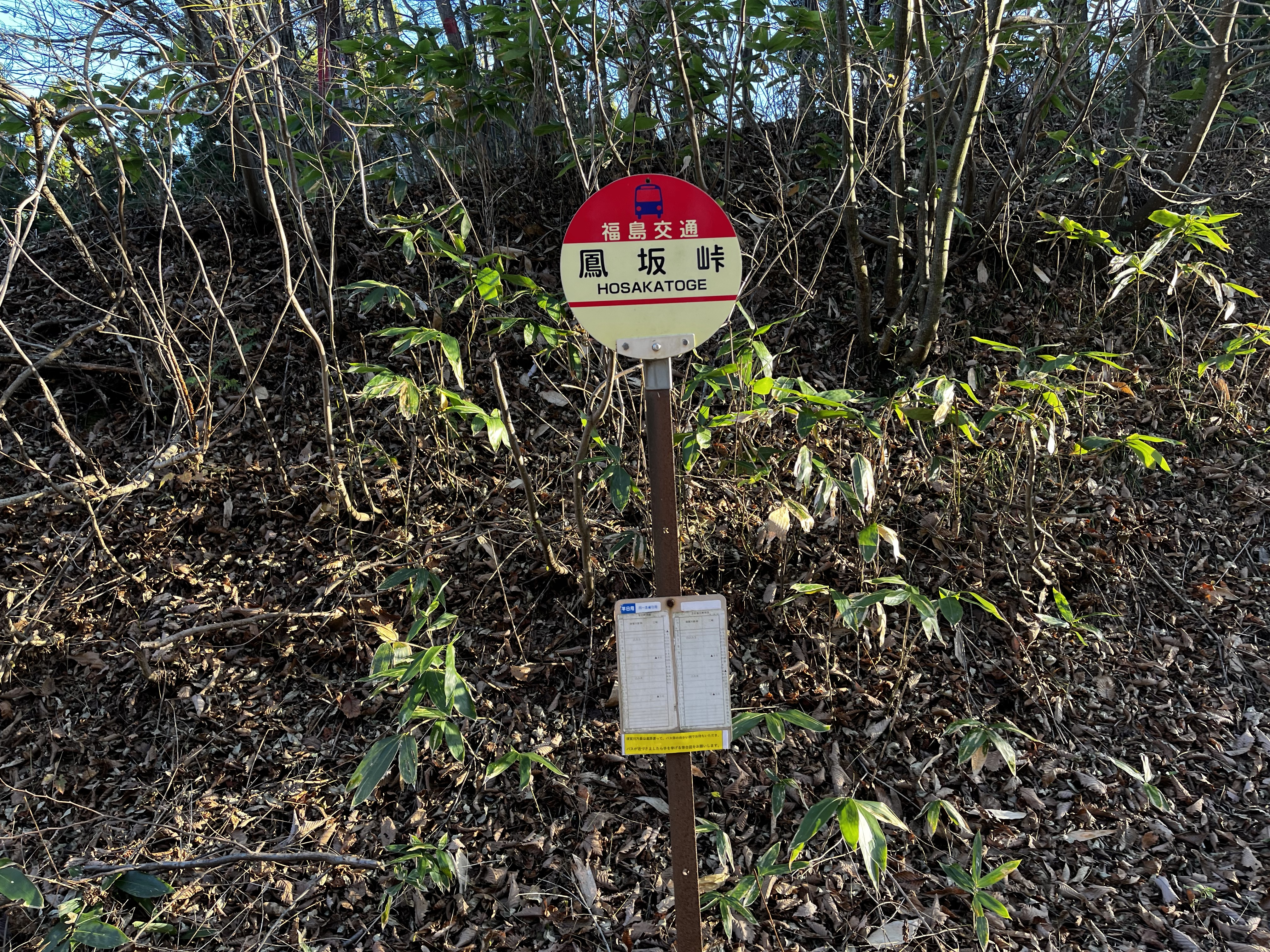
鳳坂峠バス停

鳳坂峠は羽鳥湖の東方4km地点に分水嶺。この峠を境に西の日本海、東の太平洋へ水が流れる。1600年（慶長5年）、上杉景勝が会津から白河に抜ける道の一つ南山口が難所であるとし、鳳坂まで切り開いたとされている。ここを切り開くのには、本庄越前守繁長が8000人の人足を費やしたと云う。

## 伝説・伝承

### 地名の由来
むかし1羽の鶴が1本の稲を咥えて来て、沼の岸辺に稲を落とした。この稲が育ち、秋になると稲穂になり増殖し時が経つと人々の食料となった。そのため、この地の人々は鶴を神とし「鳥の宮御霊大明神」を草分けの産土神として祀るようになった。また、この霊鶴が生まれた地を「鶴生」（現在の真名子）、小鶴を育てた地を「羽太」（現在の西郷村）、ヒナが成長した地が「羽鳥」と呼ぶようになった。

### 八人塚
羽鳥山中に、むかし平家の落武者が八人埋められた塚がある。一間四方ほどの場所で平な石が置かれているのだが、その上を踏むとドスンドスンと音がするという。旧羽鳥村の古老曰く、下は空洞だという。

### 羽鳥神社と鎌倉権五郎景政
前九年の役（1051年〜1062年）に、睦奥守源義家公に従っていた鎌倉権五郎景政が岩瀬郡南西権太倉鳳坂と鶴沼付近を通った際の事。当時、鳥海弥三郎という者の暴政により地方は動乱が絶えず、人々は困窮していた。それを見兼ねた景政は人々の為立ち上がり、鳥海を討ち取り動乱を鎮めた。これにより苦しめられていた人々は平和に暮らすことが叶った。この感謝の意を込めて、御霊神社として祀るようになった。1955年（昭和30年）に羽鳥ダムが完成したことから、羽鳥集落開祖の霊と合祀し、同年9月社号を「羽鳥神社」と改めた。

### タンガ沼と姉山
昔、白河布引山の芝草という所に強欲無銭な悪夫婦が住んでいて、そこを通る旅人などから金品を剥奪していた。悪夫婦には2人の娘がいたが悪夫婦とは似つかない美しい心を持っていて、時折両親を諫めては道を改めるよう努めていた。しかし、虚しくもその努力を実らなかったため妹が命に代えてもと、ある晩布引山の沼に身を投げ両親の悪行を諫めた。その沼は「タンガ沼」と村人達から呼ばれており、その由来は妹の名が「お丹」だったことからと伝わっている。妹の死を知った姉は、家を出て行方しらずとなった。その際、羽鳥から白河を向いた左に聳える高い山が姉を隠したとし、そこを「姉山」と呼ばれるようになった。
他に以下の伝説・伝承がある。
- 子安観音
- 寺沢の五輪塔
- 母子柳